# 자메이카의 국기

자메이카의 국기 비율 1:2

자메이카의 국기는 1962년 8월 6일 영국으로부터 독립함과 동시에 제정되었다.
국기 가운데에는 X자 모양의 노란색 성 안드레아 십자가 그려져 있으며 십자가 왼쪽과 오른쪽에는 검은색 삼각형, 십자가 위쪽과 아래쪽에는 초록색 삼각형이 그려져 있다. 노란색은 자메이카의 천연 자원과 빛나는 태양을, 검은색은 자메이카 국민의 역량과 창조를, 초록색은 자메이카의 농업과 미래에 대한 희망을 의미한다.
독일에서는 독일 기독교민주연합, 자유민주당, 동맹 90/녹색당이 자메이카 연정을 결성한 사례가 있다. 이는 독일 기독교민주연합, 자유민주당, 동맹 90/녹색당 3개 정당의 상징색이 자메이카의 국기를 구성하는 색과 같은 데서 유래된 이름이다. 검은색은 보수주의 정당인 독일 기독교민주연합, 노란색은 자유주의 정당인 자유민주당, 초록색은 녹색 정치 정당인 동맹 90/녹색당의 상징색이다.

## 색상
| 색상 | 검정               | 노랑                 | 초록               |
| ---- | ------------------ | -------------------- | ------------------ |
| RGB  | 45–41–38 (#2D2926) | 255–184–28 (#FFB81C) | 0–119–73 (#007749) |

## 그 외의 기

자메이카의 해군기
자메이카의 총독기

## 과거의 기

1875년 ~ 1906년
1906년 ~ 1957년
1957년 ~ 1962년
독립 직전의 기
처음 제안된 자메이카의 국기 디자인
또다른 제안된 자메이카의 국기 디자인

## 같이 보기
- 자메이카 연정